# Khúc thần lan Vân Nam
Khúc thần lan Vân Nam (danh pháp khoa học: Panisea yunnanensis) là một loài thực vật thuộc họ Orchidaceae. Đây là loài đặc hữu của Trung Quốc.